# Скворцы (Смоленская область)
Скворцы — деревня в Краснинском районе Смоленской области России. Входит в состав Красновского сельского поселения. Население — 18 жителей (2007 год). 
Расположена в западной части области в 28 км к северо-западу от Красного, в 4 км севернее автодороги М1 «Беларусь», на берегу реки Ольшанка. В 5 км южнее деревни расположена железнодорожная станция Красное на линии Москва — Минск.

## История
В годы Великой Отечественной войны деревня была оккупирована гитлеровскими войсками в июле 1941 года, освобождена в сентябре 1943 года.